# عاموس رابوبورت
عاموس رابوبورت (Amos Rapoport) ولد في 1929 في وارسو ، بولندا ، ألف الكتاب ، الشكل المنزل والثقافة (""House Form and Culture)-- الذي يتحدث عن كيف الثقافة ، وسلوك الإنسان ، والبيئة تؤثر على شكل المنزل.
حتى تقاعده في عام 2001 ، درَس في جامعة ويسكونسن ميلووكي - ، حيث كان أستاذا في كلية الهندسة المعمارية والتخطيط الحضري. وهو أحد مؤسسي مجال دراسات البيئة والسلوك (EBS). وقد ركز عمله في المقام الأول على دور المتغيرات الثقافية ، وعبر الدراسات الثقافية والتنمية ، ونظرية والتوليف. بالإضافة إلى كتاب والثقافة ، ألف ثلاثة كتب و200 مقال ، وكذلك رئيس تحرير في تأليف أربعة كتب.

## من مقالاتة
- العمارة العامية والمحددات الثقافية للشكل (Vernacular architecture and the cultural determinants of form)

## وصلات خارجية
- “House Form and Culture.” A book by Amos Rapoport